# Colquhounia
Colquhounia és un gènere amb sis espècies d'angiospermes que pertany a la família de les lamiàcies. Aquest gènere està compost per arbustos o sub-arbustos perennes o semi-perennes.

## Descripció
Els arbustos creixen d'1 a 3 metres d'altura, rarament 4. Les seues fulles aromàtiques tenen de 3 a 12 centímetres de llargària i d'1 a 6 centímetres d'amplada, finament dentades, oposades i aparellades en la tija quadrada. Les flors són tubulars.

## Distribució
Natiu de l'est de l'Himàlaia, del sud-oest de la Xina, del sud de Tailàndia i del Vietnam.

## Taxonomia
- Colquhounia coccinea
- Colquhounia compta
- Colquhounia elegans
- Colquhounia seguinii
- Colquhounia tomentosa
- Colquhounia vestita